# Carcelia orbitalis
Carcelia orbitalis là một loài ruồi trong họ Tachinidae.